# Cantone di Damazan
Il Cantone di Damazan era una divisione amministrativa dell'arrondissement di Nérac.
È stato soppresso a seguito della riforma complessiva dei cantoni del 2014, che è entrata in vigore con le elezioni dipartimentali del 2015.
Comprendeva i comuni di:
- Ambrus
- Buzet-sur-Baïse
- Caubeyres
- Damazan
- Fargues-sur-Ourbise
- Monheurt
- Puch-d'Agenais
- Razimet
- Saint-Léger
- Saint-Léon
- Saint-Pierre-de-Buzet